# Валодді Вейбулл
Валодді Вейбулл (швед. Ernst Hjalmar Waloddi Weibull; 18 червня 1887, Віттшевле, Швеція — 12 жовтня 1979, Ансі, Франція) — шведський інженер і математик.

## Життєпис
У 1905 році Вейбулл поступив на службу до берегової охорони Швеції у званні мічмана. У 1907 році він піднявся в рангу до лейтенанта, у 1916 році до капітана, а в 1940 році до майора. 
У 1914 році, під час експедицій до Середземного моря, Карибського басейну та Тихого океану на дослідницькому кораблі «Альбатрос», Вейбулл написав свою першу статтю про поширення вибухових хвиль. Розробив методику використання зарядів вибухових речовин для визначення типу донних відкладень океану та їх товщини. Ця ж методика все ще використовується в морських розвідках родовищ нафти.
Працюючи у береговій охороні він пройшов курс навчання в Королівському технологічному інституті. У 1924 році він закінчив Королівський технологічний інститут. У 1932 році здобув ступінь доктора філософії в Уппсальському університеті. Працював у промисловості Швеції та Німеччини як інженер-консультант.
У 1939 році опублікував свою першу монографію про розподіл у теорії ймовірностей, названий його іменем. З 1941 року на професорській посаді викладав у Королівському технологічному інституті.
Світове визнання йому принесли дослідження в галузі втоми матеріалів, теорії ймовірностей і статистики.

## Нагороди
У 1972 році був нагороджений золотою медаллю Американського товариства інженерів-механіків. У 1978 році нагороджений Великою золотою медаллю Шведської королівської академії технічних наук.

## Основні праці
- A Statistical Distribution Function of Wide Applicability, 1951
- Fatigue Testing and Analysis of Results, 1961
- Estimation of Distribution Parameters by a Combination of the Best Linear Order Statistic Method and Maximum Likelihood, 1967